# Literatura en latín

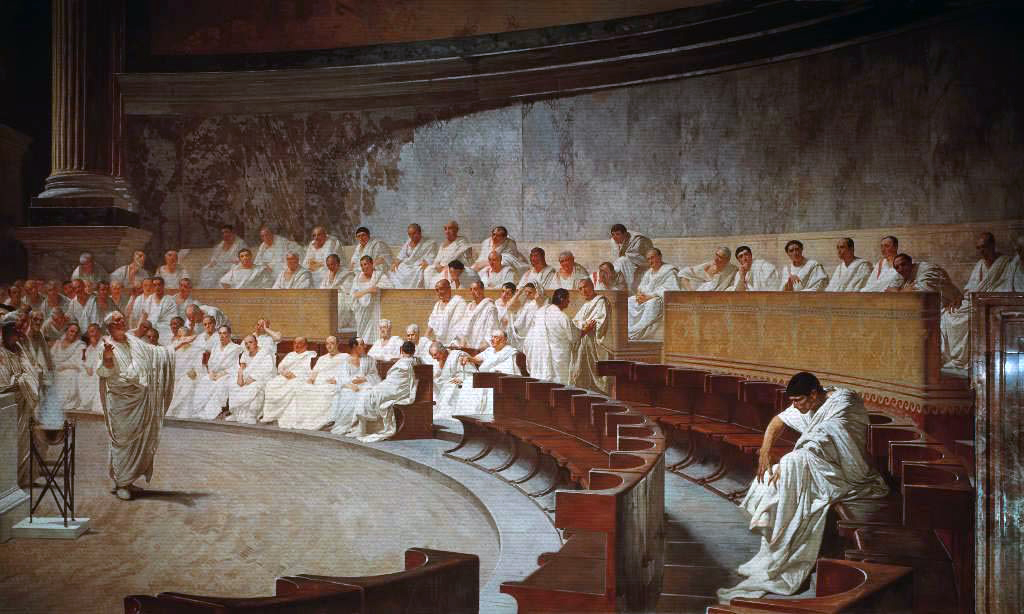
En la época de Cicerón, la literatura latina alcanza su apogeo. En el cuadro, Cicerón en un discurso contra Catilina; la famosa colección de cuatro discursos llamada Catilinarias surgiría de estas conferencias.

El latín es la lengua más conocida entre las lenguas muertas y debe su nombre a la antigua comarca del Lacio de donde es original; más tarde fue adoptada por los fundadores de Roma con aproximaciones a otros idiomas como el griego, el umbro, el osco y el etrusco y con aportaciones de algunos dialectos indoeuropeos que han concurrido a la formación de la lengua latina como el pelasgo o el céltico; hay que lamentar la pérdida del libro de los Orígenes de Roma, de Catón, que hubiera ayudado a esclarecer algo sobre la cuestión de la primitiva composición del latín.
El monumento más antiguo que se conserva del latín es un canto o himno que los hermanos arvales o colegio de sacerdotes de Marte, himno que recitaban en su fiesta anual y que fue descubierto en el año 1777, grabado en una piedra, acompañada de los estatutos del colegio.
Una vez definidos los conceptos de literatura y lengua latina hay que decir que la literatura latina, que empieza en Roma y tiene su época clásica hacia el final de la República e inicio del Imperio, perdura tras la caída de este en Occidente, y continúa su producción durante toda la Edad Media, retoñando con nuevo vigor con la llegada del Renacimiento y durante el Humanismo.

## Características
Gran parte de la escritura en latín refleja el interés de los romanos por la retórica, el arte de hablar y persuadir. La oratoria tenía gran importancia para los romanos cultos porque la mayoría de ellos deseaban tener éxito en sus carreras políticas. Cuando Roma era una república, una oratoria eficaz determinaba a menudo quién sería elegido o qué proyectos de ley se aprobarían. Cuando Roma se convirtió en un imperio, la capacidad de impresionar y persuadir a la gente mediante la palabra oral perdió gran parte de su importancia. Pero la formación en retórica siguió floreciendo y afectando a los estilos de escritura. Gran parte de la retórica consiste en la capacidad de presentar una idea conocida de una manera nueva e impactante que atraiga la atención. Los autores latinos se convirtieron en maestros de este arte de la variedad.

### Lengua y forma
El latín es una lengua muy fusionante, con muchas formas gramaticales para varias palabras. Como resultado, puede utilizarse con una minuciosidad y brevedad desconocidas en otras lenguas. Se presta a la elaboración, ya que su estrecha sintaxis mantiene unidas como una unidad lógica incluso las frases más largas y complejas. El latín puede emplearse con concisión, como en las obras de Salustio y Tácito. O puede tener frases amplias y arrolladoras, como en las obras de Livio y los discursos de Cicerón.
El latín carece del vocabulario poético que caracteriza a la poesía griega. Algunos poetas latinos anteriores intentaron suplir esta carencia creando nuevas palabras compuestas, como habían hecho los griegos. Pero los escritores romanos rara vez inventaban palabras. Excepto en la poesía épica, tendían a utilizar un vocabulario familiar, dándole valor poético mediante combinaciones de palabras y ricos efectos sonoros. Los principales poetas romanos poseían una gran habilidad técnica en la elección y disposición del lenguaje. Tenían un profundo conocimiento de los poetas griegos, cuyos temas aparecen en casi toda la literatura romana.

## Antigüedad romana
En muchos aspectos, los escritores de la República romana y del Imperio romano eligieron evitar la innovación en favor de la imitación de los grandes autores griegos. La Eneida de Virgilio emulaba la épica de Homero, Plauto seguía las huellas de Aristófanes, Tácito emulaba a Tucídides, Ovidio exploraba los mitos griegos. Por supuesto, los romanos imprimieron su propio carácter a la civilización que heredaron de los griegos. Sólo la sátira es el único género literario que ya los romanos identificaron como específicamente suyo.

### Periodo preclásico
Aunque la literatura en latín siguió un desarrollo continuo a lo largo de varios siglos, los inicios de la literatura en latín formal comenzaron con la representación regular de comedias y tragedias en Roma en el año 240 a. C., un año después de la conclusión de la primera guerra púnica. Estas comedias y tragedias iniciales fueron adaptadas del drama griego por Livio Andrónico, un prisionero de guerra griego que había sido llevado a Roma como esclavo en el 272 a. C.. Andrónico tradujo al latín la Odisea de Homero utilizando una forma de verso tradicional latina llamada verso saturnio. En 235 a. C., Cneo Nevio, ciudadano romano, continuó esta tradición de producir dramas que eran reelaboraciones de originales griegos, o fabula palliata, y la amplió produciendo un nuevo tipo de drama, fabula praetexta, o tragedias basadas en mitos e historia romanos, a partir de 222 a. C.. Más tarde, Nevio compuso un poema épico en verso saturnio sobre la primera guerra púnica, en la que había luchado.
Otros poetas épicos siguieron a Nevio. Quinto Ennio escribió una epopeya histórica, los Anales (poco después del año 200 a. C.), que describían la historia romana desde la fundación de Roma hasta su propia época. Adoptó el hexámetro dactílico griego, que se convirtió en la forma de verso estándar para las epopeyas romanas. Se hizo famoso por sus dramas trágicos. En este campo, sus sucesores más destacados fueron Marco Pacuvio y Lucio Accio. Estos tres escritores rara vez utilizaron episodios de la historia romana. En su lugar, escribieron versiones latinas de temas trágicos que los griegos ya habían tratado. Pero incluso cuando copiaban a los griegos, sus traducciones no eran réplicas directas. Sólo se conservan fragmentos de sus obras.

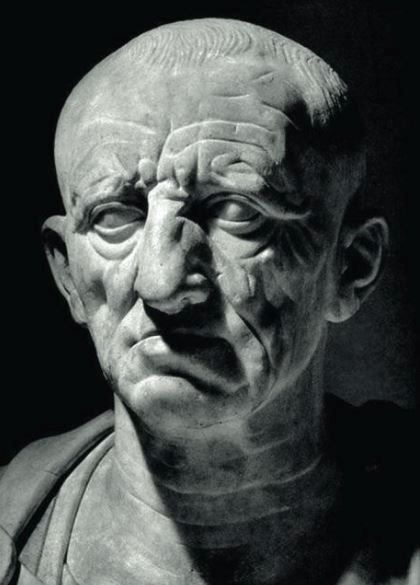
Catón el Viejo.

Se sabe mucho más sobre la comedia latina antigua, ya que existen 26 comedias latinas antiguas, 20 de las cuales fueron escritas por Plauto; las seis restantes fueron escritas por Terencio. Estos hombres tomaron como modelo para sus comedias las obras griegas conocidas como Nueva Comedia. Pero trataron libremente las tramas y la redacción de las originales. Plauto esparcía canciones por sus obras y aumentaba el humor con juegos de palabras y ocurrencias, además de acciones cómicas de los actores. Las obras de Terencio tenían un tono más cortés y trataban situaciones domésticas. Sus obras proporcionaron la principal inspiración para las comedias francesas e inglesas del siglo XVII, e incluso para la comedia americana moderna.
La prosa de la época es más conocida a través de Sobre la agricultura (160 a. C.) de Catón el Viejo. Catón escribió la primera historia latina de Roma y de otras ciudades italianas. Fue el primer estadista romano que puso por escrito sus discursos políticos como medio de influir en la opinión pública.
La literatura latina temprana terminó con Cayo Lucilio, que creó un nuevo tipo de poesía en sus 30 libros de Sátiras (siglo II a. C.). Escribió en un tono fácil y coloquial sobre libros, comida, amigos y sucesos de actualidad.

#### Tragedia
Livio Andrónico

#### Comedia
Plauto
Terencio

#### Prosa
Catón

### Periodo clásico

#### Época dorada
Tradicionalmente, el apogeo de la literatura en latín se ha asignado al período comprendido entre el 81 a. C. y el 17 d. C., aunque la erudición reciente ha cuestionado los supuestos que privilegiaban las obras de este período sobre las obras anteriores y posteriores. Se suele decir que este periodo comenzó con el primer discurso conocido de Cicerón y terminó con la muerte de Ovidio.

##### La época de Cicerón

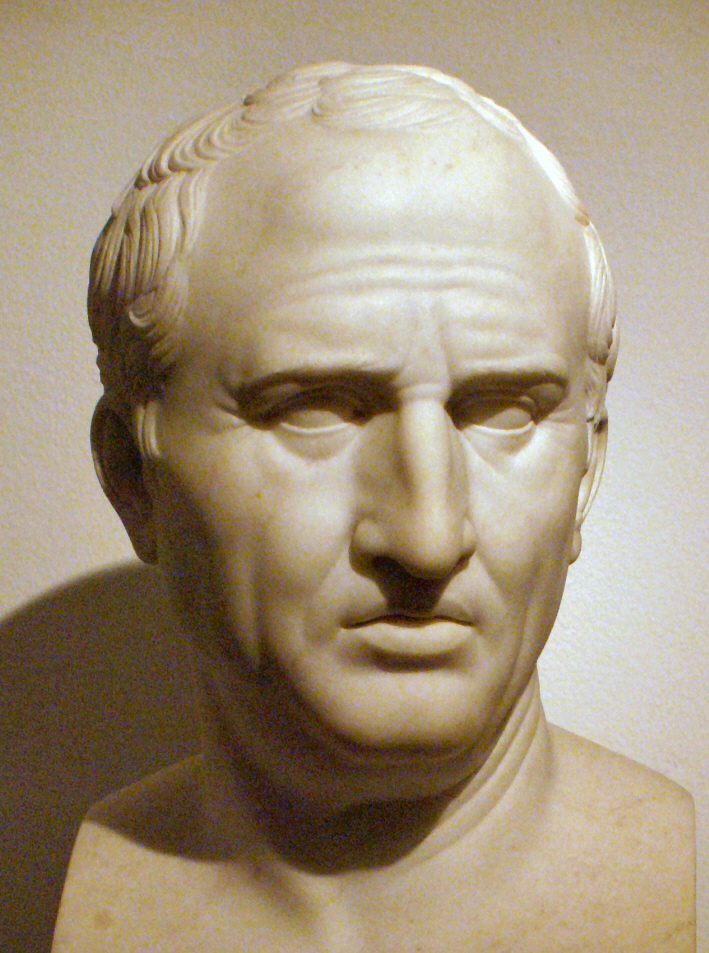
Cicerón.

Cicerón ha sido considerado tradicionalmente el maestro de la prosa latina. Los escritos que produjo desde aproximadamente el año 80 a. C. hasta su muerte en el 43 a. C. superan a los de cualquier autor latino cuya obra sobreviva en cuanto a cantidad y variedad de géneros y temas, además de poseer una excelencia estilística insuperable. Las numerosas obras de Cicerón pueden dividirse en cuatro grupos: (1) cartas, (2) tratados retóricos, (3) obras filosóficas y (4) oraciones. Sus cartas proporcionan información detallada sobre un importante periodo de la historia romana y ofrecen una vívida imagen de la vida pública y privada de la clase dirigente romana. Las obras de Cicerón sobre oratoria son nuestras fuentes latinas más valiosas para las antiguas teorías sobre educación y retórica. Sus obras filosóficas fueron la base de la filosofía moral durante la Edad Media. Sus discursos inspiraron a muchos líderes políticos europeos y a los fundadores de Estados Unidos.

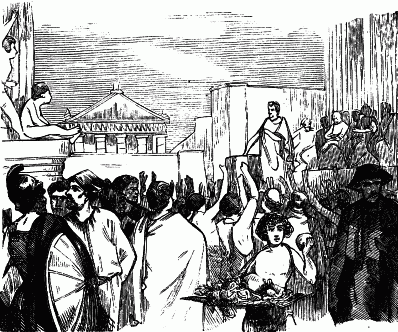
Orador romano.

Julio César y Salustio fueron destacados escritores históricos de la época de Cicerón. César escribió comentarios sobre las guerras galas y civiles en un estilo directo para justificar sus acciones como general. Escribió descripciones de personas y sus motivos.
El nacimiento de la poesía lírica en latín se produjo en la misma época. La lírica de Catulo, a quien el escritor Aulo Gelio llamó "el más elegante de los poetas", destaca por su intensidad emocional. Contemporáneo de Catulo, Lucrecio expuso la filosofía epicúrea en un largo poema, De rerum natura.
Uno de los escritores más eruditos de la época fue Marco Terencio Varrón. Llamado "el más erudito de los romanos" por Quintiliano, escribió sobre una notable variedad de temas, desde religión hasta poesía. Pero sólo se conservan íntegros sus escritos sobre agricultura y lengua latina.

##### La época de Augusto

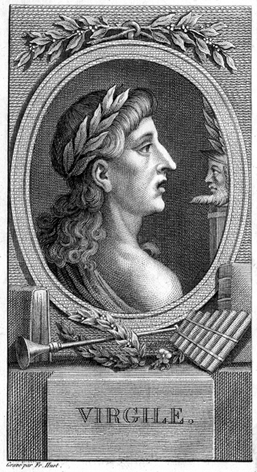
Virgilio.

El emperador Augusto se interesó personalmente por las obras literarias producidas durante sus años de poder, del 27 a. C. al 14 d. C.. Este periodo se conoce como la Edad Augusta de la literatura latina. Virgilio publicó sus Églogas pastorales, las Geórgicas y la Eneida, un poema épico que describe los acontecimientos que condujeron a la creación de Roma. Virgilio relató cómo el héroe troyano Eneas se convirtió en el antepasado del pueblo romano. Virgilio proporcionó una justificación divina para el dominio romano sobre el mundo. Aunque Virgilio murió antes de poder dar los toques finales a su poema, pronto se consideró la obra cumbre de la literatura latina.
El amigo de Virgilio Horacio escribió Epodos, Odas, Sátiras y Epístolas. La perfección de las Odas en contenido, forma y estilo ha encantado a los lectores durante cientos de años. Las Sátiras y las Epístolas discuten problemas éticos y literarios de una manera urbana e ingeniosa. El Arte de la poesía de Horacio, publicado probablemente como obra independiente, influyó enormemente en las teorías poéticas posteriores. Enuncia las reglas básicas de la escritura clásica tal y como las entendían y utilizaban los romanos. Tras la muerte de Virgilio, Horacio fue el poeta más importante de Roma.
La elegía latina alcanzó su máximo desarrollo en las obras de Tibulo, Propercio y Ovidio. La mayor parte de esta poesía trata del amor. Ovidio escribió los Fasti, que describen las fiestas romanas y sus orígenes legendarios. La obra cumbre de Ovidio, las Metamorfosis, entreteje varios mitos en una historia trepidante y fascinante. Ovidio fue un escritor ingenioso que destacó en la creación de personajes vivos y apasionados. Las Metamorfosis fueron la fuente más conocida de la mitología griega y romana durante la Edad Media y el Renacimiento. Inspiró a numerosos poetas, pintores y compositores.
En prosa, Livio escribió la historia del pueblo romano en 142 libros. Sólo sobrevivieron 35, pero son una importante fuente de información sobre Roma.

##### Poesía
Lucrecio
Catulo
Virgilio
Horacio
Ovidio
Tibulo
Propercio

##### Prosa
Julio César
Cicerón
Varrón
Vitruvio

##### Historia
Nepote
Salustio
Livio

#### Época argéntea

##### Poesía
Lucano
Marcial
Estacio
Silio Itálico
Fedro

##### Prosa
Petronio
Plinio el viejo
Quintiliano
Plinio el joven
Aulo Gelio
Apuleyo

##### Drama
Séneca

##### Sátira
Persio
Juvenal

##### Historia
Tácito
Suetonio

### Periodo postclásico

#### Cristianos
San Agustín
Boecio
San Paulino de Nola
Prudencio
Sidonio Apolinar
Sulpicio Severo

#### No cristianos
Amiano Marcelino
Ausonio
Disticha Catonis (anónimo)
Claudiano
Eutropio
Macrobio
Rutilio Namaciano
Scriptores Historiae Augustae (varios autores, quizá uno solo anónimo)
Quinto Aurelio Símaco

## Edad Media
Tras la caída del Imperio Romano en Occidente, el latín continuó usándose a través de los siglos como única lengua escrita hasta el siglo IX. En el derecho, en la liturgia de la Iglesia católica, en los libros, la única lengua usada era el latín; pero siempre un latín muy cuidado aunque a la vez influenciado por las lenguas habladas.
Con el renacimiento Carolingio, en el siglo IX, cuando Carlomagno se reúne en torno a los mayores pensadores de la época, como el lombardo Paolo Diacono o el inglés Alcuino de York, quien le dio la idea de reorganizar la cultura y la enseñanza en su Imperio. Esta operación de recuperación, restituyendo ahora hacia un latín más correcto, separó definitivamente al latín de la lengua hablada.
Luego, con el surgimiento de las primeras y pocas universidades, las enseñanzas dadas por personas que provenían de toda Europa eran rigurosamente en latín. Los doctos de las universidades elaboraron un latín particular, escolástico, adaptado a expresar conceptos abstractos y rico en los elaborados matices de la filosofía de la época.
El latín ya no era la lengua nativa del pueblo como había sido en el mundo romano; pero era una lengua viva y vital, en la que se hablaba y escribía, y en absoluto muerta.

### Poesía
El Archipoeta
Carmina Burana
Goliardos
Pedro de Blois
Hildegarda de Bingen

### Historia
Alberto de Aix
Beda
Einhardo
Fulcher de Chartres
Mateo Paris
Orderico Vital
Otto de Freising
Guillermo de Malmesbury
Guillermo de Tiro

### Pseudo-Historia
Godofredo de Monmouth, Historia Regum Britanniæ.

### Enciclopedismo
Isidoro de Sevilla, Etymologiæ

### Derecho
En tres períodos puede dividirse la historia literaria del derecho romano. El primer período comprende las producciones literarias de la escuela de los glosadores que apareció entre los años transcurridos desde el 1080 hasta el 1260, año del fallecimiento de Accursio.En la escuela de glosadores deben distinguirse dos periodos que son los siguientes:
- Uno que podríamos llegar de creación que llega hasta Hugolino
- Otro de recolección que acaba con Accursio.

### Teología y Filosofía
Pedro Abelardo
Aetheria
Albertus Magnus
Tomás de Aquino, Pange Lingua y Summa Theologica
Roger Bacon
Duns Scotus
Gildas
Gregorio de Tours
San Jerónimo, Vulgata
Siger de Brabante
Tommaso da Celano, Dies Iræ
Venantius Fortunatus
Walter de Châtillon

## Renacimiento
En el siglo XIV, en Italia, surge un movimiento cultural que favoreció un renovado interés por la antigüedad y recibió el nombre de Humanismo. Comenzado ya por Petrarca, sus mayores exponentes fueron Poggio Bracciolini, Lorenzo Valla, Marsilio Ficino y Coluccio Salutati. Tiene lugar un intento de distinguirse del latín medieval y volver a los modelos clásicos. Así, la lengua clásica empieza a ser objeto de estudios profundos que marcan, de hecho, el nacimiento de la filología clásica.

### Autores
Dante Alighieri
Giovanni Boccaccio
Erasmus
Jean Buridan
Tomás Moro, Utopía
Petrarca
Guillermo de Ockham

### Derecho
El segundo período de la historia literaria del derecho va desde la escuela de los glosadores hasta el fin de la Edad Media y se forma la escuela de los dialécticos o comentadores. Estos estudiosos del derecho romano aparecen entre los siglos XIII y últimos del siglo XIV se les conoció con varios nombres que son los siguientes: Prácticos, Escolásticos, Postglosadores, Bartolistas, Baldistas, Dialécticos y Comentaristas

## Edad Moderna
En la Edad Moderna, el latín continuó siendo usado como lengua de la cultura y de la ciencia, ya que en latín escribieron también los primeros científicos modernos, como Nicolás Copérnico, Carl Friedrich Gauss e Isaac Newton, al menos hasta el siglo XVIII. En el siglo XIX el latín fue sustituido por varias lenguas nacionales, como el francés y el inglés, y sólo se considera como viva en el siglo XX y XXI en el ámbito de la Iglesia católica; en ella se escriben sus Encíclicas y otros documentos papales.

### Autores
Francis Bacon
Jacob Bidermann
Thomas Hobbes
John Milton
Baruch Spinoza

### Derecho
El tercer período de la historia literaria del derecho va desde el fin de la Edad Media hasta mediados del siglo XIX y se inició con un profundo renacimiento de los estudios humanistas que tuvo sus precursores en Italia. En la historia del derecho marcan un punto importantísimo el descubrimiento de América, la toma de Constantinopla y la invención de la imprenta. Los humanistas sintieron la necesidad de imitar la antigüedad clásica y los jurisconsultos volvieron a hacer florecer los códigos antiguos, practicando en el célebre manuscrito pisano de las Pandectas, volviendo al límpido manantial del texto justinianeo, con la ayuda de todas las demás fuentes romanas o bizantinas llevadas a Occidente por los fugitivos de la toma de Constantinopla que habían sacado de allí. Hay que destacar al milanés Andrea Alciato.